# Хелештень
Хелештень (рум. Heleșteni, Хелештены) — село в Ниспоренском районе Молдавии. Наряду с селом Мариничь входит в состав коммуны Мариничь.

## География
Село расположено на высоте 55 метров над уровнем моря.

## Население
По данным переписи населения 2004 года, в селе Хелештень проживает 304 человека (153 мужчины, 151 женщина).
Этнический состав села:
| Национальность | Число жителей | Процентный состав |
| -------------- | ------------- | ----------------- |
| молдаване      | 304           | 100.0             |
| Всего          | 304           | 100%              |